# Nghị viện (Cameroon)
Nghị viện Cameroon là cơ quan lập pháp của Cameroon. Một cơ quan lưỡng viện, nó bao gồm Thượng viện và Quốc hội.